# Andreas Korb
Andreas Tonio Maria Korb (* 9. Juni 1964 in Rhede) ist ein Generalmajor der Luftwaffe der Bundeswehr und seit Juli 2024 Kommandeur des NATO Airborne Early Warning & Control Force Command.

## Militärische Laufbahn

### Ausbildung und erste Verwendungen
Korb trat in die Bundeswehr ein, absolvierte die Grundausbildung und als Offizieranwärter die Offizierausbildung zum Offizier des Truppendienstes. Er durchlief die Ausbildung zum Jetpiloten zuerst im Rahmen des Euro NATO Joint Jet Pilot Training auf der Sheppard Air Force Base in Texas, danach die die sogenannte Europäisierung auf Alpha Jet beim Jagdbombergeschwader 49 auf dem Fliegerhorst Fürstenfeldbruck, worauf die Waffensystemausbildung auf Panavia Tornado folgte, zunächst beim Tri-National Tornado Training Establishment auf der britischen Basis RAF Cottesmore und die Waffenschulung beim Jagdbombergeschwader 38 auf dem Fliegerhorst Jever. Er war Tornado-Pilot im Marinefliegergeschwader 2 in Eggebek und im Jagdbombergeschwader 31 in Nörvenich.

### Dienst als Stabsoffizier
Als Major führte Korb die Fliegende Gruppe des Jagdbombergeschwaders 31 in Nörvenich. Am 28. Juli 2011 wurde er, im Dienstgrad Oberstleutnant, Geschwaderkommodore des Jagdbombergeschwader 33 auf dem Fliegerhorst Büchel in der Eifel als Nachfolger von Jan Kuebart. Unter Korb wurde der mit dem Waffensystem Tornado ausgestattete Verband in Taktisches Luftwaffengeschwader 33 umbenannt. Er wurde auf diesem Dienstposten zum Oberst befördert und war auch für die Nukleare Teilhabe Deutschlands innerhalb der NATO verantwortlich. Am 19. November 2015 wurde Oberstleutnant Holger Radmann Nachfolger von Korb, der ins Kommando Luftwaffe als Abteilungsleiter Luftoperationen versetzt wurde. Weitere Verwendungen waren stellvertretender Referatsleiter für Luftoperationen im Bundesministerium der Verteidigung und in der Alliance Ground Surveillance Management Agency der NATO in Brüssel. In seiner letzten Stabsoffizierverwendung war Korb Referatsleiter Strategie und Einsatz II 3 (Maghreb/Mittlerer Osten) im Bundesministerium der Verteidigung in Berlin.

### Dienst als General
Im Juli 2020 wurde Korb, als Oberst i. G. und Nachfolger von Peter Klement, General Flugsicherheit in der Bundeswehr im Luftfahrtamt der Bundeswehr. Auf diesem Dienstposten wurde er zum Brigadegeneral ernannt. Im Juli 2024  übernahm er als Kommandeur des NATO Airborne Early Warning & Control Force Command das Kommando über die gesamte luftgebundene Frühwarnflotte der NATO und wurde zum Generalmajor ernannt.

### Auslandseinsätze
- Chief Civil Aviation Transition Branch, Hauptquartier ISAF, Kabul, Afghanistan

## Privates
Korb ist verheiratet und hat zwei Kinder.